# Suzuki X-90
Suzuki X-90 — компактний кросовер, що виготовлявся японською компанією Suzuki з 1995 по 1997 рік.

## Опис
Модель з'явилася в продажу в жовтні 1995 року, її назвою став її проектний номер. Машина належала до групи легких автомобілів типу cross-country, була 2-місною, з Т-подібною поперечною балкою на даху. Своїм зовнішнім виглядом вона відразу ж привертала до себе увагу. Ще до появи в Японії продавалася на американському ринку. Машина була розроблена на базі моделі Suzuki Vitara, приблизно 70 відсотків вузлів і деталей були взаємозамінними. На автомобілі стояв 1,6-літровий 4-циліндровий двигун, що розвиває потужність - 100 к.с. Кут крену на поворотах був невеликим, машина добре трималася на прямий, але по поганій дорозі рухалася не надто бадьоро, що, в загальному, характерно для малолітражних «рамних» автомобілів групи SUV, які оснащуються системою Part time 4WD. Кидався в очі надзвичайний простір усередині салону. Незважаючи на приналежність до групи «2-місний SUV», машина мала завидною в плані вантажний місткості багажником. Поперечина на даху могла бути прибраній або встановленої за дві секунди. Сам стеля була зі скла. Парк цих машин був украй малий, за весь час було випущено тільки 1400 таких автомобілів.